# Bazaiges
Bazaiges é uma comuna francesa na região administrativa do Centro, no departamento Indre. Estende-se por uma área de 18,77 km². Em 2010 a comuna tinha 206 habitantes (densidade: 11 hab./km²).